# 石家庄高新技术产业开发区
石家庄高新技术产业开发区是1991年3月经中华人民共和国国务院批准成立的国家级高新技术产业开发区，行政管辖面积75平方公里，户籍人口约18.1万，常住人口近31.5万，并托管石家庄市裕华区的宋营镇和栾城区的郄马镇，是京津石高新技术产业带的重要组成部分。
截止2021年4月14日，高新区管辖2个街道、2个镇和科技创业园区，总共25个行政村和23个社区。

## 历史沿革
- 1995年，经原国家科委同意和市编办批准，将位于市区东部的原省级经济技术开发区并入高新区，形成了“一区两园”的模式。
- 1999年7月，经市委、市政府批准并报省政府同意和科技部备案，将省级良村经济开发区纳入高新区管理，形成了“一区三园”的总体格局。
- 2009年底，市委、市政府决定高新区对裕华区的宋营镇和栾城县的郄马镇实行托管[2]。
- 2022年12月，与河北石家庄循环化工园区合并[3]。

## 教育

### 高校（部分）
- 石家庄学院[4]
- 河北化工医药职业技术学院
- 河北交通职业技术学院

### 中学（部分）
- 石家庄市第五十四中学
- 石家庄私立第一中学[5]
- 石家庄市第一中学东校区（石家庄一中实验中学）
- 精英中学

### 小学
下列部分位于高新区的小学：
- 石家庄高新区第一小学
- 石家庄高新区第二小学
- 石家庄高新区第五小学
- 石家庄想象国际小学
- 石家庄私立一中小学部
- 石家庄太行大街小学

## 医疗

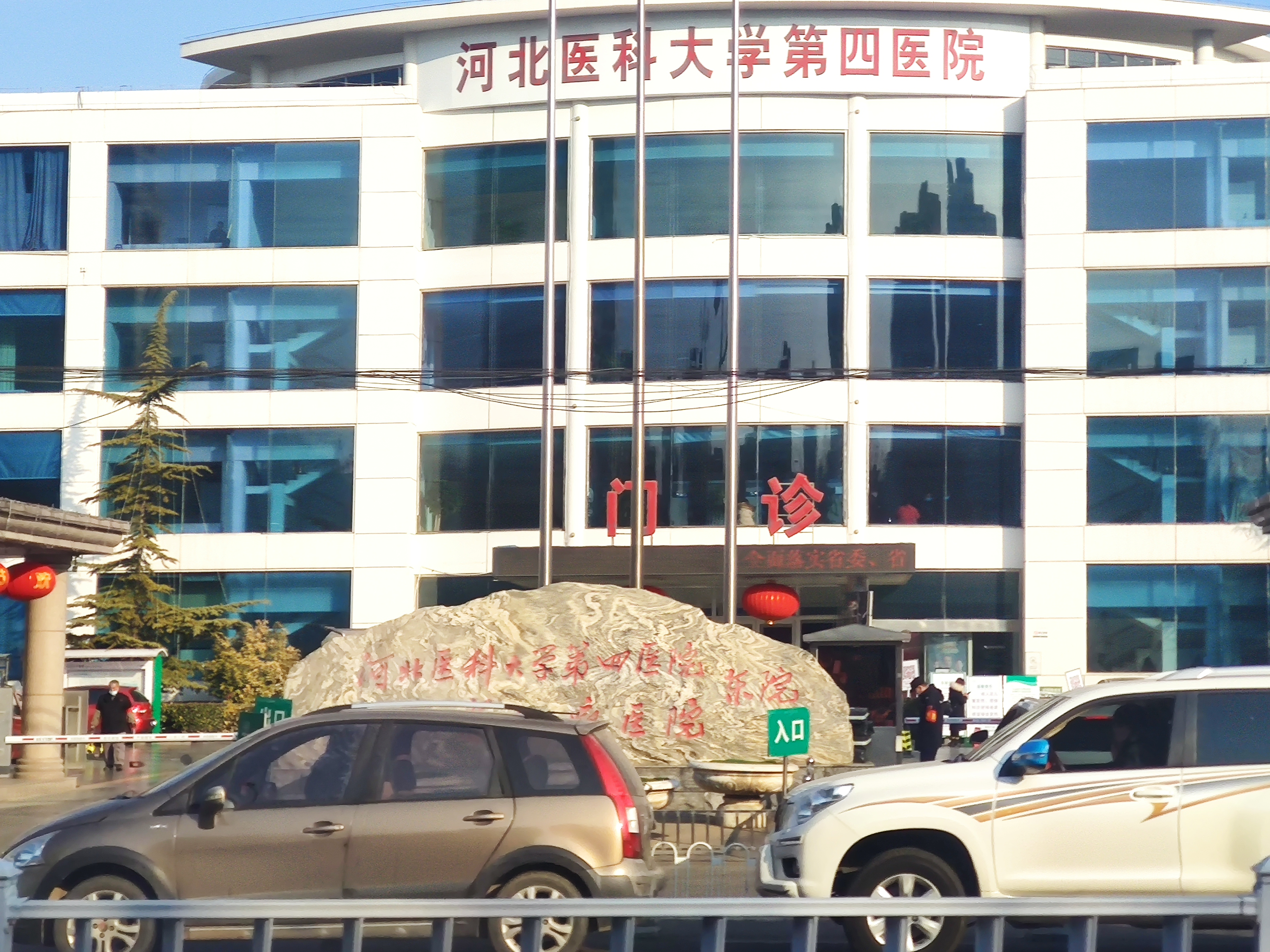
河北医科大学第四医院（简称“省四院”）东院区西门

下表中为高新区部分医院
- 河北医科大学第四医院东院
- 河北医科大学第三医院湘江院区
- 石家庄市第四医院高新院区

## 商业

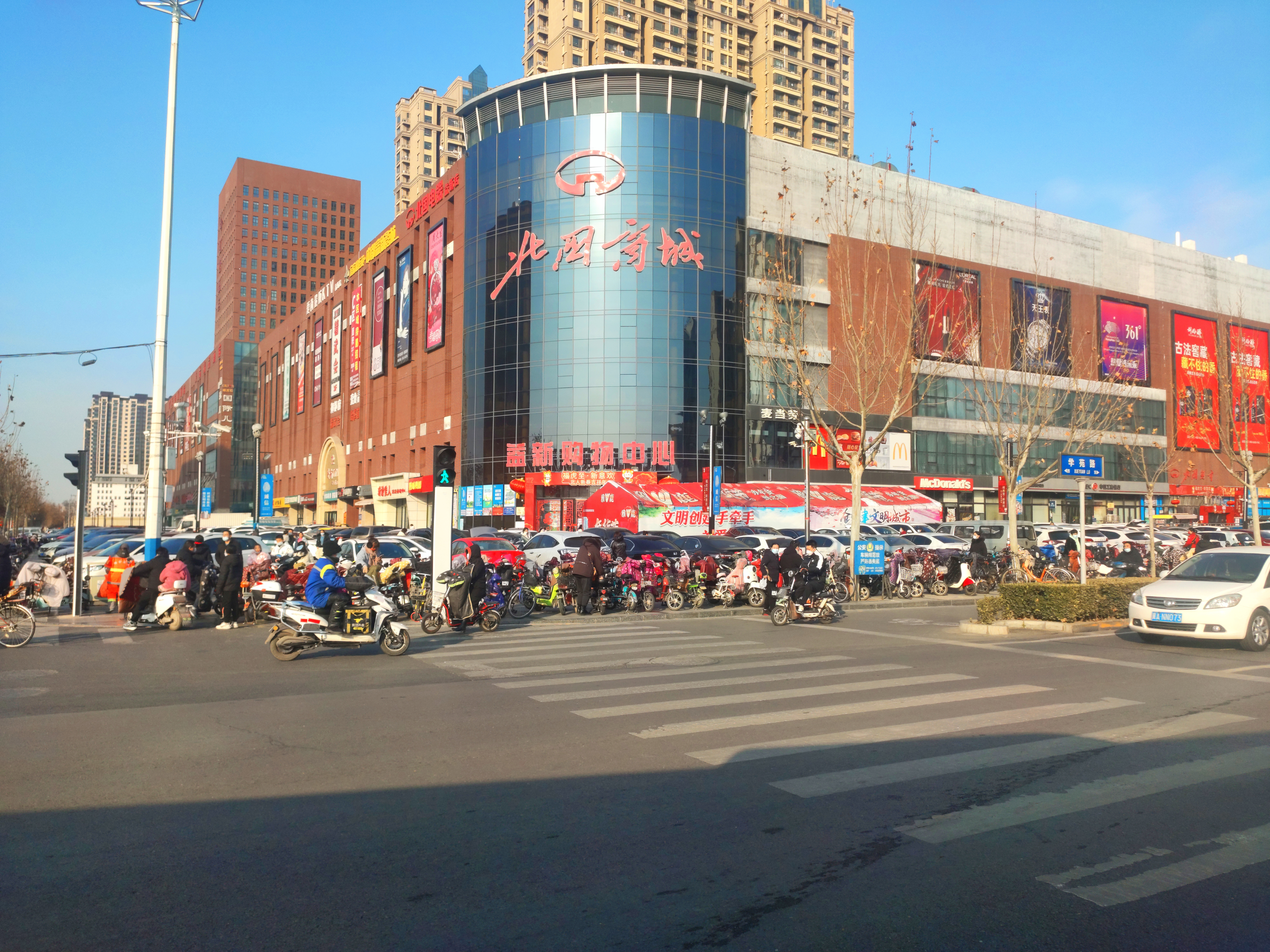
位于天山大街与学苑路东北角的益新购物中心

下列部分高新区商业综合体
- 木兮里购物公园
- 益新购物中心
- 天山海世界

## 公园与广场
与其他市辖区相同，高新区的游园、公园和广场基本也都对游人免费开放，下列部分高新区境内的公园与广场。

### 公园

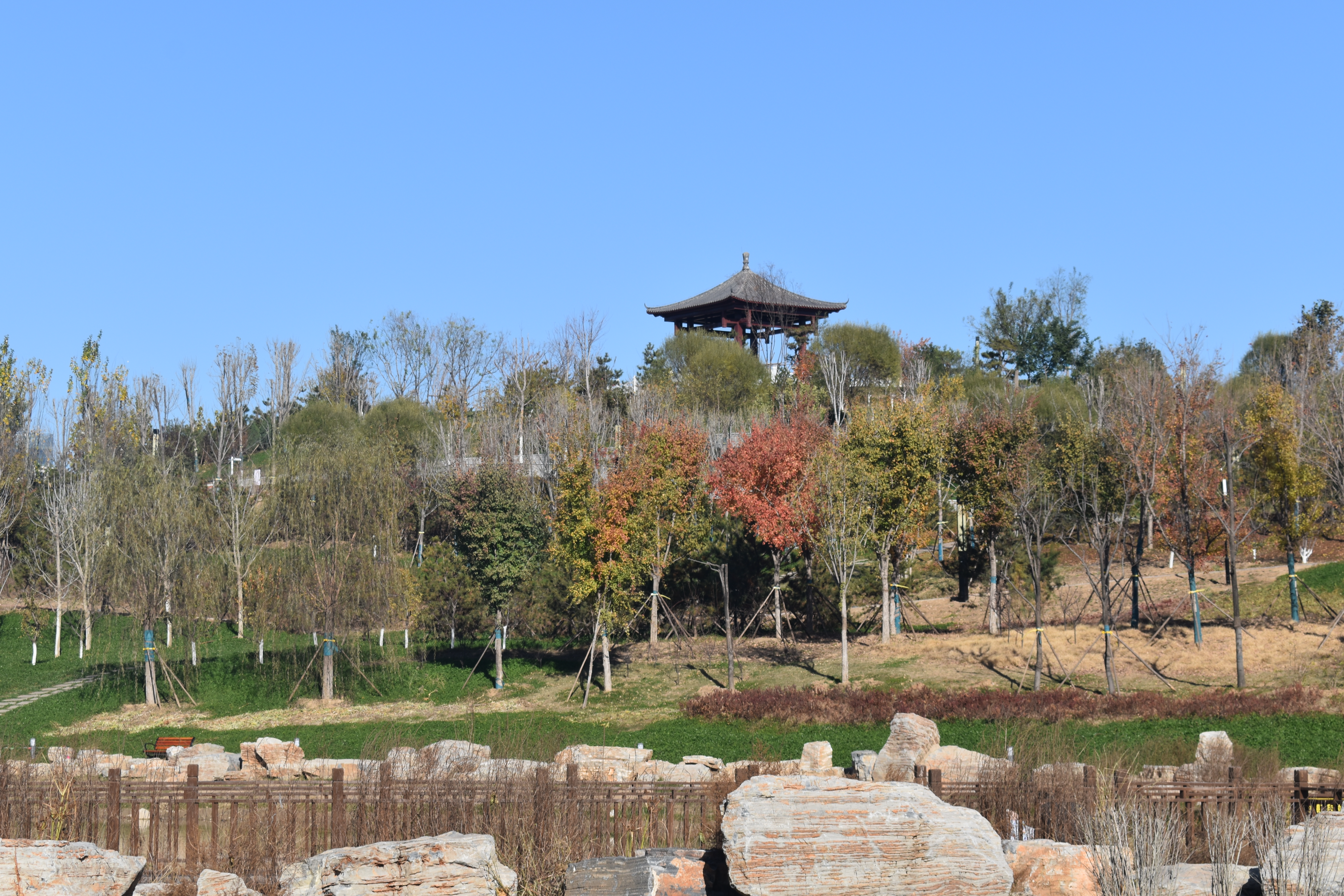
昆仑公园

- 昆仑公园
- 想象国际体育公园
- 天山公园

### 广场
- 火炬广场

## 交通

### 高速公路
- 新元高速

### 联外公路
- 307国道

### 境内公路
高新区道路网较为发达，不仅联通各个镇和街道，多条道路也与市区相连，有些道路则受限于 新元高速和石家庄二环路，无法向西与市区相连。
高新区的道路与其他市辖区的道路命名规律有所不同，高新区是“南北山脉命名街，东西江河命名道”，例如“黄河大道”、“天山大街”。
下面列出高新区的主要道路：
- 黄河大道
- 长江大道
- 珠江大道
- 学苑路
- 南二环东延（或信工路/世纪大道）
- 南三环路
- 天山大街
- 昆仑大街
- 太行大街
- 东三环路

### 公共交通

#### 火车站
石家庄东站是高新区辖区内的一座火车站，途径线路有石济客运专线。

#### 地铁
截止2022年2月6日，经过石家庄高新区境内并设站的地铁线路有两条，分别是石家庄地铁1号线和石家庄地铁3号线，远景规划还有6号线。

#### 公交车
高新区的各个镇和街道均在石家庄公交总公司的运营范围内，居民可以从家门口直达全市各个地方。
主要的公交线路有：32、51、71、553、219、80、580、555、516、快516、572、502、99、28、79、518、88、87、525、536、519等

##### 机场大巴
从高新区天山海世界可以乘坐机场大巴前往石家庄正定国际机场。